# Paul Ruddock
Sir Paul Ruddock (* 1958 in Solihull, West Midlands, England, Vereinigtes Königreich) ist ein britischer Finanzmanager und Kunstförderer.

## Leben
Ruddock studierte Jurisprudenz am Mansfield College in Oxford. Er begann 1980 seine Karriere in der Finanzwelt bei Goldman Sachs und wechselte 1984 zum Finanzhaus Schroders in London. Im Jahr 1998 war er Mitbegründer des Hedgefonds Lansdowne Partners, den er 2013 verließ. Im Rahmen der 2012-New-Year-Honours wurde er am 29. Februar 2012 zum Knight Bachelor geschlagen. Diese Ehrung war umstritten angesichts der Tatsache, dass Ruddock der Conservative Party erhebliche Summen für ihren vorangegangenen Wahlkampf zur Verfügung gestellt hatte.
Ruddock ist verheiratet und hat zwei Töchter. Seine Ehefrau Jill ist im Vorstand des Donmar Warehouse Theaters in London und im Vorstand des Kunstmuseums des Bowdoin College in Brunswick, Maine in den USA.

## Aktivitäten im Bereich Kunst und Wohlfahrt
Ruddock ist seit 2007 Vorstandsvorsitzender des Victoria and Albert Museum in London, für das er seit 2002 als Treuhänder wirkte. Ferner ist er Vorstandsvorsitzender des British Museum, wo von ihm die Paul and Jill Ruddock Säle gestiftet wurden.
Ruddock ist Fellow der Society of Antiquaries of London und Mitglied des Stiftungsrats der Burlington Magazine Foundation. Die Mittel für die Einrichtung des Paul and Jill Ruddock Performing Arts Centre an der King Edward's School in Birmingham in England wurden von ihm zur Verfügung gestellt. In den Vereinigten Staaten ist er im Stiftungsrat des Metropolitan Museum of Art in New York City und Mitglied des International Advisory Board am Walters Art Museum in Baltimore, Maryland.

## Preise und Auszeichnungen
- 2015: Chevalier des französischen Ordre des Arts et des Lettres